# Laxenecera dimidiata
Laxenecera dimidiata là một loài ruồi trong họ Asilidae. Laxenecera dimidiata được Curran miêu tả năm 1927. Loài này phân bố ở vùng nhiệt đới châu Phi.